# Штанаши
Штана́ши (чув. Штанаш) — село в Красночетайском районе Чувашской Республики. Административный центр Штанашского сельского поселения.

## География
Находится в северо-западной части Чувашии, на расстоянии приблизительно 18 км на восток по прямой от районного центра села Красные Четаи.

## История
Известно с 1747 года, когда здесь было учтено 275 жителей мужского пола. В 1897 году было учтено 73 двора и 359 жителей, в 1926—150 дворов и 624 жителя, в 1939—791 житель, в 1979—549. В 2002 году было 154 двора, в 2010—127 домохозяйства. В 1930 году был образован колхоз «Будённый», в 2010 году действовало ООО «Асамат». Имеется действующая Вознесенская церковь (1770—1938, с 1991).

## Население
Постоянное население составляло 463 человека (чуваши 98 %) в 2002 году, 353 в 2010.